# São João Baptista (Castelo de Vide)
São João Baptista es una freguesia portuguesa del concelho de Castelo de Vide, con 76,11 km² de superficie y 1.034 habitantes (2001). Su densidad de población es de 13,6 hab/km².